# Euurobracon impossibilis
Euurobracon impossibilis är en stekelart som först beskrevs av Dalla Torre 1898.  Euurobracon impossibilis ingår i släktet Euurobracon och familjen bracksteklar. Utöver nominatformen finns också underarten E. i. curticaudis.